# Trachusa larreae
Trachusa larreae là một loài Hymenoptera trong họ Megachilidae. Loài này được Cockerell mô tả khoa học năm 1897.